# Pachycondyla myropola
Pachycondyla myropola är en myrart som först beskrevs av Menozzi 1925.  Pachycondyla myropola ingår i släktet Pachycondyla och familjen myror. Inga underarter finns listade i Catalogue of Life.